# 永隆技术师范大学
永隆技术师范大学（越南语：／）是位于越南湄公河三角洲永隆省永隆市的一所公立师范高等院校，由越南勞動榮軍社會部主管。

## 历史沿革
永隆技术师范大学自称肇始于1960年成立的职业学校。越南统一后，学校由越共接管，并于1976年5月31日改制为九龙职业师范学校（Trường Giáo viên Dạy nghề Cửu Long）。1997年，该校升格为大专第四技术师范高等专科学校，1998年更名为永隆技术师范高等专科学校（Trường Cao đẳng Sư phạm Kỹ thuật Vĩnh Long）。
2013年，越南政府决定永隆技术师范高等专科学校升格为本科大学，并更名为永隆技术师范大学，由越南勞動榮軍社會部举办。

## 现况
永隆技术师范大学是一所以工科专业、职业教育见长的高等院校，所设专业也以工学类为主。截至2023年1月，学校共开设30个本科专业，其中有10个专业同时与外国合作办学。此外，学校还拥有若干个硕士学位点。